# 櫛引博敬
櫛引 博敬（くしびき ひろのり、1949年 - ）は、日本の実業家、アグロカネショウ株式会社代表取締役社長。

## 人物・経歴
1949年、青森県弘前市生まれ。1972年3月、立教大学法学部卒業。英国・国立ブリストル大学ロングアシュトン・リサーチ・ステーション（加工用リンゴの研究所）に2年間在籍し、シードルやアップルワインを本格的に研究する。加工用リンゴ、料理用品種のリンゴの日本不在を嘆き、自ら試験農場に取り組む。その傍らでリンゴの健康的効果をも実証したリンゴ研究の第一人者。その後、ユニー株式会社取締役を経て、1991年よりアグロカネショウ代表取締役社長を務める。

## 著書
- 『なぜ、「リンゴ」は身体にいいのか？―１日１個のリンゴが医者を遠ざける』経済界（2010年11月）